# Afsnijden van haaienvinnen
Afsnijden van haaienvinnen gebeurt voor consumptie en is een van de oorzaken van de sterke achteruitgang in de haaienstand in de laatste 20 jaar. Het vindt vooral plaats in zeeën rondom China en Indonesië.
De handel in haaienvinnen is vooral gebaseerd op vinnen die van levende gevangen haaien worden afgesneden. Omdat haaienvlees op zich weinig waard is, worden de nog levende haaien daarna teruggeworpen in zee om meer ruimte te scheppen op de visboten. De haaien die ontdaan zijn van hun vinnen sterven daarna in de oceaan. Echter, volgens Giam Choo Hoo, het langstlevende lid van de Convention on International Trade in Endangered Species of Wild Fauna and Flora (CITES), is dit onjuist en 'worden de vinnen pas van de haaien gesneden als zij al dood zijn'.

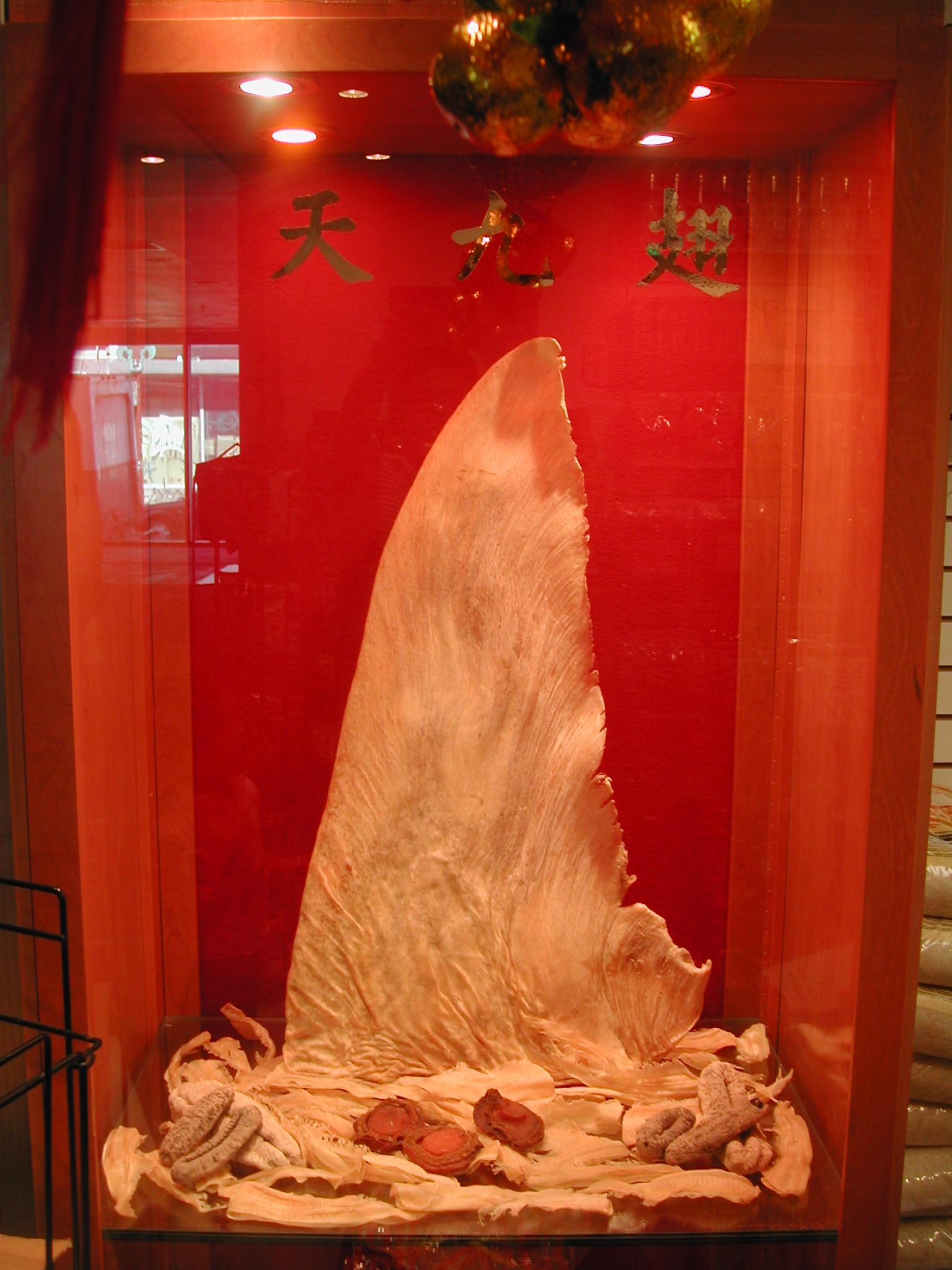
Een gedroogde vin voor consumptie

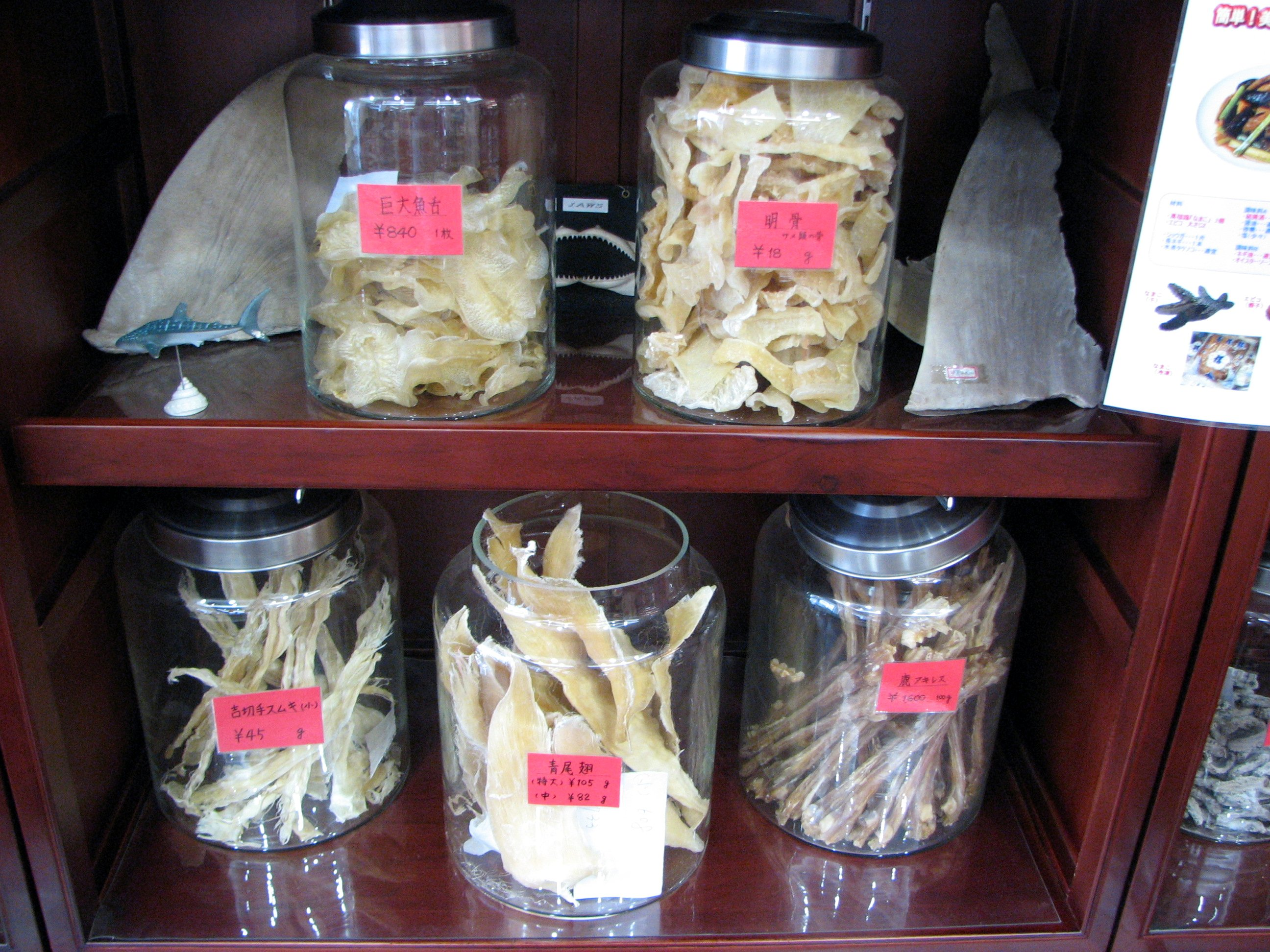
Gedroogde vinnen als medicijn

Het wordt fel bestreden door groepen die begaan zijn met het welzijn van dieren en natuurbehoud, zowel op morele gronden als vanwege het feit dat het de oorzaak is van de snelle achteruitgang van de haaienpopulatie. Op de rode lijst van IUCN staan 39 haaiensoorten vermeld met als toevoeging: ernstig bedreigd, bedreigd of kwetsbaar ("Critically Endangered, Endangered or Vulnerable"). CITES noemt in Appendix II drie haaisoorten: de walvishaai, de grote witte haai en de reuzenhaai. Appendix II noemt soorten die niet met uitsterven worden bedreigd, maar waarbij wel controle op de internationale handel is vereist, om hun populaties in stand te kunnen houden.
Naar schatting worden 10-100 miljoen haaien per jaar gedood vanwege hun vinnen, met een mediane waarde van 38 miljoen stuks. De opbrengst hiervan wordt geschat op 1,2 miljard dollar. Vanwege het lucratieve aspect van deze handel, bestaat het vermoeden van banden met de georganiseerde misdaad. Sommige haaiensoorten zijn in de laatste 50 jaar met 80% in aantal gedaald.
Sommige organisaties beweren dat vooral de bijvangst (niet opzettelijk vangst door vissersboten) verantwoordelijk is voor deze daling, en dat de markt voor haaienvinnen maar weinig invloed hierop heeft. Naar schatting is de bijvangst verantwoordelijk voor een daling van 50%. Anderen beweren weer dat vooral de markt voor haaienvinnensoep de belangrijkste factor vormt. Tommy Chueng, verantwoordelijk voor de wetgeving in de cateringsector van Hongkong, meende: "Ik  geloof niet dat haaien een bedreigde diersoort vormen. Dat geldt misschien voor sommige specifieke soorten, maar de vinnen komen niet van specifieke soorten. Er zijn nog voldoende soorten in overvloed over."
Het is moeilijk om deze beweringen pro en contra echt hard te maken. Er zijn wel nieuwe wetten aangenomen die het afsnijden van haaienvinnen verbieden, hoewel het moeilijk blijft de naleving hiervan in internationale wateren te controleren. De VS hebben onlangs het afsnijden van haaienvinnen verboden voor in de VS geregistreerde vissersboten en in de eigen territoriale wateren. Ook mogen haaienvinnen niet meer zonder het totale karkas worden ingevoerd. Internationale visserijorganisaties zijn bezig met de voorbereiding van een soortgelijke wetgeving voor de Atlantische Oceaan en de Middellandse Zee. Het is ook verboden in het Oostelijk deel van de Stille Oceaan, maar blijft gehandhaafd in de rest van de Stille Oceaan en Indische Oceaan.
Hong Kong Disneyland heeft na druk van natuurbeschermingsgroepen haaienvinnensoep van het menu gehaald en de Universiteit van Hongkong heeft verboden haaienvinnensoep op de campus te serveren. Van de 97% respondenten in de WWF Seafood Awareness-enquête antwoordde ten slotte 39% te zullen stoppen met het eten van haaienvinnensoep als blijkt dat haaien bedreigd worden en 58% antwoordde dat zij hun consumptie zouden beperken.
In mei 2019 werd op de luchthaven van Zaventem (België) voor het eerst een zending van vinnen uit Liberia bestemd voor Hongkong in beslag genomen. De zending bestond uit 1.200 kg haaien- en roggenvinnen afkomstig van onder andere hamerhaaien (beschermd door het CITES-verdrag) en vioolroggen (niet beschermd maar wel bedreigd). Voor de inbeslaggenomen vinnen waren vermoedelijk 1.600 à 2.000 dieren gestorven.